# Skip Prokop
Ronald Harry „Skip“ Prokop (* 15. Dezember 1944 oder 13. Dezember 1943 in Hamilton, Ontario; † 30. August 2017 in St. Thomas, Ontario) war ein kanadischer Schlagzeuger, Songwriter, Bandleader, Produzent und Radiomoderator.
1964 gründete er die Band „The Spats“, die sich ab 1965 The Paupers nannte und 1967 beim Monterey Pop Festival spielte. 1969 formte Prokop zusammen mit Paul Hoffert die Rockband Lighthouse, ein 13-köpfiges Rockorchester, das international Erfolge feierte. Nachdem sich Lighthouse 1976 aufgelöst hatte, traten sie seit 1992 wieder auf.
Zwischenzeitlich war Prokop ein gefragter Sessionmusiker und arbeitete als Radiomoderator. Er schrieb und produzierte Musik nicht nur für seine Bands und Soloprojekte, sondern auch für Film und Fernsehen sowie für Werbespots.
Zu hören war Prokop auch auf dem Album The Live Adventures of Mike Bloomfield and Al Kooper, im September 1968 im Fillmore West aufgenommen. Er schrieb den Song Iʼd Be So Happy, den Three Dog Night 1974 auf ihrem Album Hard Labor veröffentlichten.
2005 gründete Prokop mit seinem Sohn Jamie die Band „Mercy Train“, die bis 2010 bestand. Mit einer Smooth-Jazz-Band nahm er zwei Soloalben auf, Skip Prokop’s Valecrest (2005) und Smoothside (2012); letzteres gewann den „2012 Hamilton Music Award“ als „Jazz Recording of the Year“.